# The Floridians
Die Miami Floridians, ab 1970 The Floridians, waren eine Basketballfranchise aus Miami, Florida, die von 1968 bis 1972 in der American Basketball Association spielte. Die Mannschaft hatte zwei verschiedene Mannschaftsfarben: ursprünglich orange und blau, später schwarz, magenta und orange.
Die Miami Floridians waren der neue Name der Vorgängermannschaft Minnesota Muskies, die in Bloomington, Minnesota spielte. Das Team erreichte in den zwei Jahren unter diesem Namen einmal die Playoffs. Die Saison 1968/69 war die erfolgreichste Saison mit 43 Siegen und 35 Niederlagen. In den Divisionshalbfinals konnte man die Minnesota Pipers mit 4:3 besiegen, bevor man im Divisionsfinale den Indiana Pacers mit 1:4 unterlag.
Die Saison 1969/70 war größtenteils enttäuschend für die Mannschaft, sie verpasste die Play-offs und wurde gezwungen, seine Heimspiele in verschiedenen Städten auszutragen: Miami in der Miami Beach Convention Hall, Tampa-St. Petersburg in der Curtis Hixon Hall und der Bayfront Arena, Jacksonville im Jacksonville Memorial Coliseum und in West Palm Beach im Dinner Key Auditorium. Der ursprüngliche Eigner verkaufte die Mannschaft am Ende dieser Saison. Von da an war die Mannschaft als The Floridians bekannt.
Die Saison 1970/71 war besser als das vorherige Jahr, aber es war offensichtlich, dass eine leichte Namensänderung, neue Farben und Trikots und Werbeaktionen wie Ballmädchen in Bikinis Südflorida zu keiner Basketballhochburg machten. Die Mannschaft beendete die Saison mit 37 Siegen und 47 Niederlagen und qualifizierte sich so noch für die Playoffs. Sie verloren in der ersten Runde mit 2:4 gegen die Kentucky Colonels. In ihrer letzten ABA-Saison hatte die Mannschaft wieder mehr Niederlagen als Siege (36:48), schaffte es aber wieder in die Playoffs. The Floridians wurden in der ersten Runde mit 0:4 von den stärkeren Virginia Squires unter Führung von Julius Erving aus dem Meisterschaftsrennen geworfen.
Der fehlende Erfolg diesseits und jenseits des Platzes besiegelte den Niedergang der Floridians. Am Ende der Saison 1971/72 bot eine Gruppe, die vom Anwalt Ron Grinker aus Cincinnati angeführt wurde, für die Mannschaft in der Hoffnung, dass sie die Lücke, nachdem die Cincinnati Royals nach Kansas City abgewandert waren, füllte. Der Plan war, Anteile an der Mannschaft an die Öffentlichkeit zu verkaufen. Grinker soll gesagt haben, dass wenn sie 5000 Inhaber hätten, sie auch 5000 Zuschauer haben könnten.
Stattdessen löste der Eigner Ned Doyle die Mannschaft auf. Der Profibasketball kehrte erst wieder nach Florida im Jahre 1977 zurück, als die Miami Heat begannen, in der NBA zu spielen. Ein Jahr später folgten die Orlando Magic. Die Heat trugen Nachbildungen der Floridian-Trikots aus der Spielzeit 1970/71 bei sieben Spielen 2005/06 als Teil des „Hardwood Classics“-Programms der NBA. Während dieser Spiele trugen die Tänzerinnen der Heat Bikinis mit weißen Go-Go-Stiefeln wie ihre Vorgängerinnen der Floridians.